# Narcís Paulís i Vila
Narcís Paulís i Vila (Sant Feliu de Pallerols, 22 de juny del 1908 - 12 de març del 1988) va ser un compositor, especialment de música per a cobla i sardanes, alhora que un virtuós flabiolaire de cobla, i violinista. En alguna bibliografia se'l cita incorrectament pel nom de Narcís Paulís i Vidal.

## Biografia
La seva formació musical començà amb el seu pare, Ramon Paulís i Pujol, a la cobla l'Art Gironí (flabiol i tenora), i amb el mestre Rafael Serra de l'Escola de Música d'Olot (violí). Amb dinou anys entrà a la Cobla Montgrins, dirigida per en Vicenç Bou a qui acabà succeint. Amb vint-i-quatre anys, Paulís s'establí a Barcelona, on amplià la seva formació musical estudiant violí amb Eduard Toldrà i harmonia i contrapunt amb el gran compositor Jaume Pahissa. L'any 1934, l'Associació Obrera de Concerts li estrenà l'obra La Vall d'Hòstoles en un concert amb peces de Francesc Pujol, Eduard Toldrà, Jaume Pahissa, Pau Casals i Juli Garreta. Substituí Josep Serra com a director de la Cobla Barcelona, fou membre fundador de la Cobla Municipal Ciutat de Barcelona i violinista en l'orquestra del Liceu. També exercí de professor de música, especialment de flabiol.
Cultivà diversos gèneres musicals, com el religiós, el lied, obres corals i per a orquestra; pel que és més conegut, però, és pel conreu de la música per a cobla i les sardanes, de les que en compongué un centenar.

## Obra
- Els jardins de Barcelona, poema simfònic per a orquestra
- García del Catañar, obra de teatre en dos actes (més coneguda pel títol Del rey abajo, ninguno), escrita per Francisco de Rojas Zorrilla, i arranjada a l'escena lírica per Antonio Sau Olite
- La voz de la campana, sarsuela per a veu i orquestra, escrita conjuntament amb Antonio Sau Olite

### Música per a cobla
- Simfonia dels Pirineus (1983), per a tres cobles, soprano i percussió

- El cant dels ocells al Jesuset, glossa per a dues cobles
- Els cavallets de Sant Feliu (1955), suite en quatre temps, per a dues cobles i percussió
- La Garrotxa (1949), suite per a cobla
- La sardana de les monges, ballet, adaptació de la sardana d'Enric Morera
- La Vall d'Aran (1950), suite per a dues cobles

- Ball de Nyacres, de Roses
- Instrumentació dels balls de cavallets, de gegants i de la mulassa de Sant Feliu de Pallerols

### Sardanes
- Amor i poesia, dedicada al poeta Ventura Gassol
- Andorra aïmada (1966)
- Àngela, dedicada a la seva esposa
- La Bernadeta de Lourdes (1923)
- Catalunya aïmada (1931)
- Centenari triomfant (1984), dedicada a la Cobla Els Montgrins
- La cinglera del Far (1958)
- Corpus Christi (1982)
- El cucut canta
- Desengany d'amor, amb lletra de Ramon Ribera Llobet
- Girona, poble heroic (1965)
- Girona senyorial
- Guinardonenca
- Lloret vila senyorial
- Moritz, dedicada a la fàbrica de cervesa
- Les noies de Sabadell, amb lletra de Ramon Ribera Llobet
- La nostra Cristina (1971)
- Pàtria meva (1951)
- Pep Ventura, l'home immortal (1972)
- Rossinyolet que vas a França (1973)
- La sardana de l'alcalde
- La sardana de la pau (1982), dedicada a Picasso
- La tenora enamorada (1962), obligada de tenora
- La vall d'Hòstoles (1934)

- Al noi de la mare què li darem, El fillet de nostra Verge, Fum, fum, fum (1950), Pau en el món (1964) i El cant dels ocells al Jesuset formen un cicle inspirat en nadales catalanes

- Barcelona, la bonica, sardana per a cor i cobla
- Bella terra, bella gent, sardana coral, amb lletra de Pere Quart
- Dels catalans, sardana per a 6 veus mixtes, a cappella, lletra de Joan Torrents

### Altres obres
- Campesina, cançó amb acompanyament de piano; lletra de P. Pericay
- Himne a la Verge de la Salut, cançó per a veu solista, cor a l'uníson i orgue o piano amb lletra del Pare Hilari d'Arenys de Mar
- La calàndria refila, sardana obligada de flabiol de Felip Cervera i Marquès, arranjada per Narcís Paulís[2]